# 千鳥 (テレビドラマ)
『千鳥』（ちどり）はNHK総合テレビ「銀河ドラマ」で1970年8月31日 - 9月11日に放送された連続テレビドラマである。カラー作品。全10回。NHK大阪制作。
「銀河ドラマ」第38作。大正から昭和にかけて活動した、前田夕暮門下の実在の歌人川端千枝の、激動の生涯を描く一代記ドラマ。登場人物は全て仮名になっている。

## 物語
大正期の淡路島を舞台に、大地主竹之口家の跡取り娘千枝子の純愛に生きる少女時代、小作争議に揺れる島で生家を守る妻の時代、母と女の狭間で懊悩する未亡人時代、歌人として大成しながら病を得て夭折する晩年まで、信念を貫き情熱的に生きた女の一生を紡いでゆく。

## キャスト
- 竹之口千枝子 - 藤村志保
- 堂本清 - 片岡孝夫
- 竹之口ふさ - 中畑道子
- 竹之口千左衛門 - 谷口完
- 竹之口満寿子 - 二木てるみ
- 堂本せん - 宝生あやこ
- 堂本弥五 - 岩田直二
- 堂本弥一 - 波田久夫
- 松山瑠璃子 - 吉行和子
- 由良省平 - 柳生博
- 南原素水 - 垂水悟郎
- 南原やよい - 松村康世
- 冲白夜 - 北村総一郎
- 清水青花 - 井上昭文
- 阿部源三 - 永田光男
- 作男久作 - 西山嘉孝
- 女中静 - 藤田千代美
- 近藤正臣
- 阿木五郎
- 上本薫

## スタッフ
- 原作 - 吉屋信子『ある女人像』
- 脚本 - 若城希伊子
- 演出 - 島田弘、江口浩之
- 制作 - 境正顕

## 参考資料
- 「テレビジョンドラマ」（放送映画出版）